# Nowości Ilustrowane
Nowości Ilustrowane (pierw. Nowości Illustrowane) – społeczno-kulturalny tygodnik wydawany w Krakowie w latach 1904–1925 przez S. W i Z. Lipińskich. Na łamach ukazywały się artykuły o literaturze i sztuce, a także wiadomości z kraju i ze świata oraz powieści w odcinkach. W każdym numerze zamieszczano kilkadziesiąt rycin. Nakład sięgał 3,5 tysiąca egzemplarzy.

## Historia

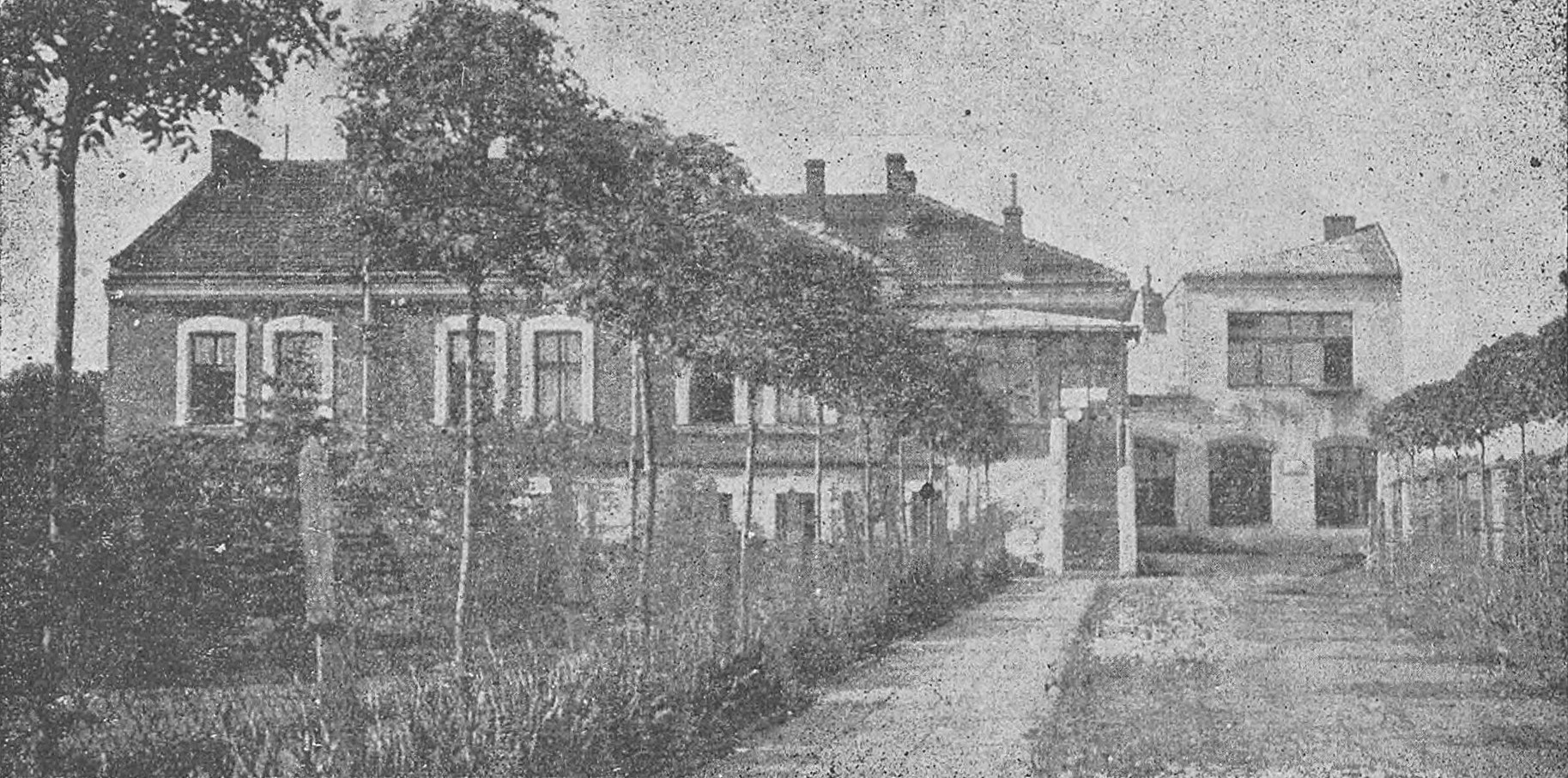
Zakład „Nowości Illustrowanych” (1923)

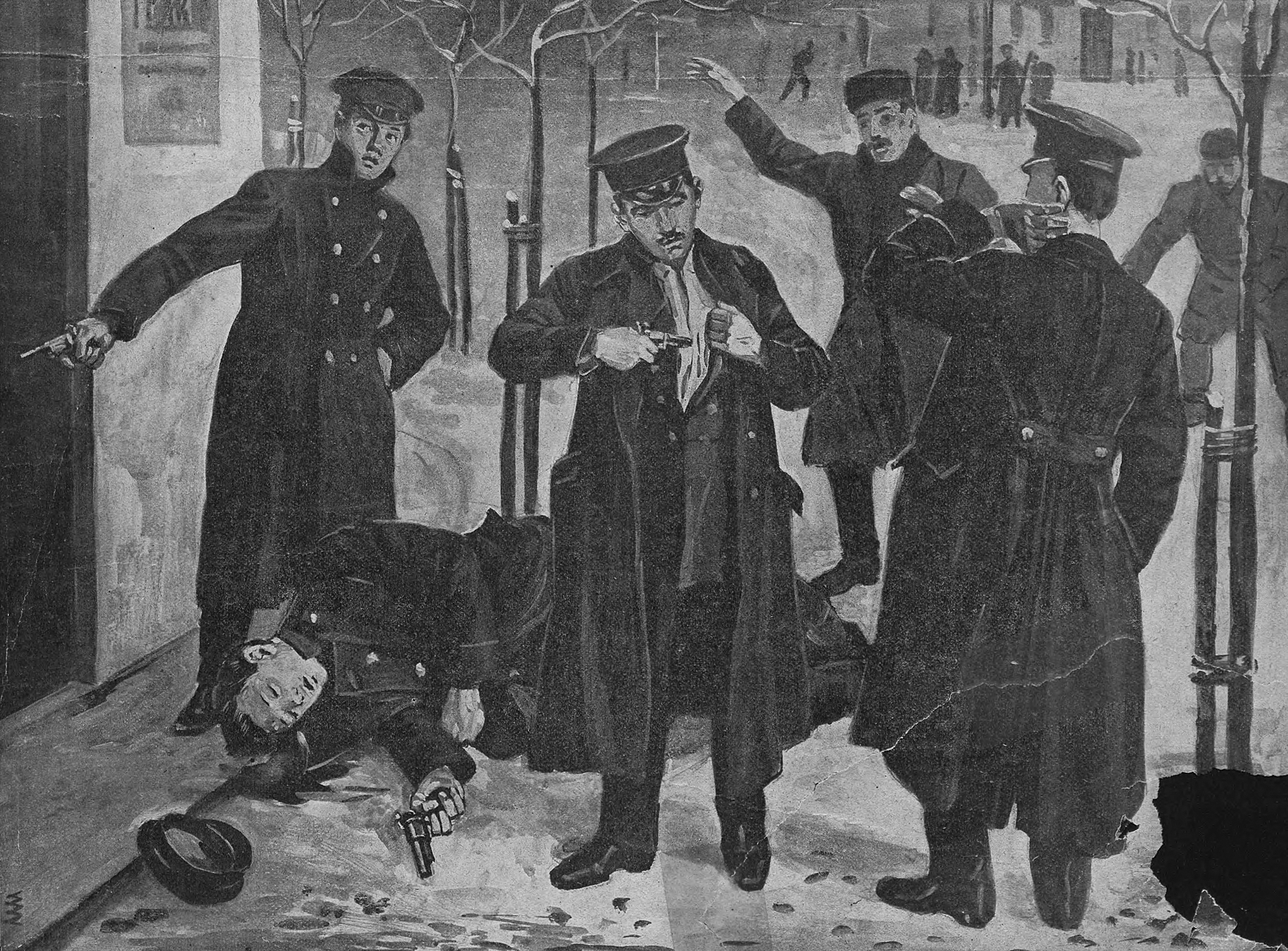
Ilustracja z okładki z dnia 25 lutego 1911 r. ukazująca zbiorowe samobójstwo w Częstochowie

Założycielem, wydawcą i redaktorem był Stanisław Lipiński do śmierci 27 maja 1912. W pierwszym okresie działalności w składzie redakcji był założyciel, a także Włodzimierz Zenowicz, Tranda, Trepka, Kazimierz Królicki, Adolf Kiczman, Konstanty Krumłowski. Artystycznym współpracownikiem (ilustratorem) w pierwszych latach istnienia tygodnika był Józef Skarbek Kruszewski. W późniejszych latach z redakcją byli też związani Kruszewski, S. Chrumkowski, J. Bartoszewicz, W. Korolewicz.
Na łamach tygodnika drukowano w odcinkach powieści takich autorów jak: Artur Gruszecki, Gabriela Zapolska, Wacław Gąsiorowski, W. Sarnecki, Callier, Segeny, Jadwiga Migowa, Lasoń.
Na początku lat 20. Zakłady „Nowości Ilustrowanych” mieściły się w prywatnym domu przy ul. Kazimierza Wielkiego 95 w dzielnicy Kazimierz XV. Były tam zlokalizowane działy techniczne, administracyjne i redakcyjne. W jednym miejscu funkcjonowały zatem redakcja, administracja, drukarnia, kliszarnia, introligatornia, skład klisz i papieru. Według stanu z 1923 w redakcji pracowało 5 osób, w administracji 10, a w pozostałych działach 40.
Od numeru 35 z 29 sierpnia 1925 zmieniono na stałe tytuł z „Nowości Illustrowane” na „Nowości Ilustrowane” i jednocześnie wprowadzono nowy zapis tytułu na stronie tytułowej.
W numerze 39 z 26 września 1925 zapowiedziano przejście do „typu ilustracji popularnej” od kolejnego numeru, a jednocześnie obniżenie ceny z 75 do 50 groszy. W związku z tym od numeru 40 z 8 października 1925 przyjęto nowy zapis tytułu. Wkrótce potem, 7 listopada 1925 ukazał się ostatni dostępny numer 44 pisma (do tego czasu wydawcą był Czesław Lipiński, a redaktorem odpowiedzialnym). W latach 1916–1917 nakład pisma wynosił ok. 12 tysięcy egzemplarzy.